# Klaus Döring
Klaus Döring (* 5. April 1938 in Hamburg) ist ein deutscher Klassischer Philologe und Philosophiehistoriker.

## Leben
Döring studierte von 1957 bis 1964 Klassische Philologie, Philosophie und Musikwissenschaft an den Universitäten Kiel, Würzburg, Hamburg und Freiburg. 1964 legte er das Erste Staatsexamen in den Fächern Griechisch und Latein ab. Ab 1966 arbeitete er an der Universität Freiburg, zunächst als Verwalter einer Assistentenstelle. Nach seiner Promotion zum Dr. phil. 1970 wurde er zum Wissenschaftlichen Assistenten ernannt. 1976 habilitierte er sich in Freiburg im Fach Klassische Philologie. Von 1978 bis 1980 absolvierte er das Referendariat beim Oberschulamt Südbaden. 1980 wurde er an der Universität Freiburg zum Akademischen Rat ernannt.
1981 wechselte Döring an die Universität Bamberg als Professor für Klassische Philologie (Schwerpunkt Gräzistik). 2003 wurde er emeritiert.
Dörings Forschungsschwerpunkt ist die griechische Philosophie der Antike und ihre neuzeitliche Rezeption. Er befasste sich mit verschiedenen Philosophenschulen und Strömungen (Sophistik, Sokrates, Sokratiker, Platon, Kynismus und Stoa). Bis 1999 war er zusammen mit Bernhard Herzhoff und Georg Wöhrle Herausgeber der Reihe Antike Naturwissenschaft und ihre Rezeption (AKAN).

## Schriften (Auswahl)
- Die Megariker. Kommentierte Sammlung der Testimonien. Amsterdam 1972 (Dissertation, Universität Freiburg 1970)
- Exemplum Socratis. Studien zur Sokratesnachwirkung in der kynisch-stoischen Popularphilosophie der frühen Kaiserzeit und im frühen Christentum. Wiesbaden 1979 (Habilitationsschrift, Universität Freiburg)
- Der Sokratesschüler Aristipp und die Kyrenaiker. Stuttgart 1988
- Die Philosophie der Antike. Band 2,1: Sophistik, Sokrates, Sokratik, Mathematik, Medizin. Basel 1998
- (Platon), Theages. Übersetzung und Kommentar (= Platon: Werke. Übersetzung und Kommentar, hrsg. v. Ernst Heitsch u. a., V 1). Göttingen 2004
- Die Kyniker. Bamberg 2006
- Kleine Schriften zur antiken Philosophie und ihrer Nachwirkung. Stuttgart 2010, ISBN 978-3-515-09328-6
- Antike Theorien über die staatspolitische Notwendigkeit der Götterfurcht. Bamberg, 2014.
- Platon, Erster Alkibiades. Übersetzung und Kommentar (= Platon: Werke. Übersetzung und Kommentar, hrsg. v. Ernst Heitsch u. a, IV 1). Göttingen 2016.

Herausgeberschaft
- mit Wolfgang Kullmann: Studia Platonica. Festschrift für Hermann Gundert zu seinem 65. Geburtstag am 30. April 1974. Amsterdam 1974
- mit Theodor Ebert: Dialektiker und Stoiker. Zur Logik der Stoa und ihrer Vorläufer. Stuttgart 1993
- Pseudoplatonica. Akten des Kongresses zu den Pseudoplatonica vom 6.–9. Juli 2003 in Bamberg . Stuttgart 2005